# Andrij Woronin
Andrij Wiktorowycz Woronin, ukr. Андрій Вікторович Воронін (ur. 21 lipca 1979 w Odessie) – ukraiński piłkarz grający na pozycji napastnika lub ofensywnego pomocnika, reprezentant Ukrainy, trener piłkarski.

## Kariera piłkarska

### Kariera klubowa
Jest wychowankiem Czornomorca Odessa. W klubie tym grał do 1995 r. W wieku szesnastu lat wyjechał z rodzicami do Niemiec i został graczem Borussii Mönchengladbach. W ciągu pierwszych pięciu lat w Bundeslidze rozegrał 7 spotkań i strzelił 1 gola. W 2000 roku przeszedł do 1. FSV Mainz 05. W klubie tym zagrał 76 razy i strzelił 29 bramek (król strzelców 2. Bundesligi w sezonie 2002/03). Sezon 2003/04 zaliczył jako zawodnik 1. FC Köln, dla którego w 1. Bundeslidze zagrał 19 spotkań i strzelił 5 goli. Po roku gry w Kolonii został zawodnikiem Bayeru 04 Leverkusen. Szybko stał się czołowym graczem drużyny „Aptekarzy” – zagrał 59 spotkań ligowych, strzelił w nich 22 gole. Latem 2007 przeszedł do Liverpoolu. 15 sierpnia 2007 strzelił pierwszego gola w barwach Liverpoolu. Jego spektakularny strzał z 20 metrów dał Liverpoolowi zwycięstwo w meczu kwalifikacyjnym Ligi Mistrzów przeciw Toulouse’ie.
31 sierpnia 2008 roku został na rok wypożyczony do Herthy Berlin. W 20 meczach strzelił 11 goli dla zespołu z Berlina, jednak po powrocie do Liverpoolu znów zaczął pełnić rolę rezerwowego.
8 stycznia 2010 roku Woronin przeszedł do rosyjskiego Dinamo Moskwa, podpisując trzyletni kontrakt. Kwota transferu wyniosła 2 miliony euro. 30 lipca 2012 został wypożyczony do Fortuny Düsseldorf. Woronin nie mógł grać z powodu kontuzji szyi odniesionej jesienią 2013 roku. Były różne możliwości leczenia, ale klub zalecił operację. W wyniku operacji chirurgicznej przeprowadzonej w grudniu w Genewie został usunięty dysk kręgosłupa szyjnego. Po roku rehabilitacji w lutym 2015 piłkarz był jednak zmuszony podjąć decyzję o zakończeniu kariery piłkarza.

### Kariera reprezentacyjna
Woronin jest czołowym zawodnikiem reprezentacji Ukrainy. Debiutował w niej jako piłkarz FSV w meczu z Rumunią przegranym przez Ukrainę 1-4 (27 marca 2002). Został powołany przez Ołeha Błochina na Mistrzostwa Świata w Piłce Nożnej 2006, jednak nie udało mu się zdobyć tam gola. Ogółem w kadrze rozegrał ponad 60 spotkań i strzelił 6 bramek.
Zagrał w 2 meczach fazy grupowej na Euro 2012. Po odpadnięciu Ukrainy z turnieju już po fazie grupowej zrezygnował z kariery w reprezentacji narodowej.

## Kariera trenerska
W styczniu 2017 stał na czele 7-ligowej niemieckiej drużyny FC Büderich. 13 czerwca 2017 został zwolniony z zajmowanego stanowiska.
Od 14 października 2020 był członkiem sztabu szkoleniowego Dinama Moskwa. Dnia 1 marca 2022 jego kontrakt z moskiewskim klubem został rozwiązany za porozumieniem stron. Woronin swoją decyzję o odejściu z zespołu motywował niemożnością pracy w Rosji, która dokonała militarnej inwazji na Ukrainę.

## Sukcesy i odznaczenia

### Sukcesy reprezentacyjne
- ćwierćfinalista Mistrzostw Świata: 2006

### Odznaczenia
- tytuł Zasłużonego Mistrza Sportu Ukrainy: 2005[9]
- Order „Za odwagę” III klasy: 2006[10].